# Сипягин, Владимир Владимирович
Влади́мир Влади́мирович Сипя́гин (род. 19 февраля 1970, Харьков, Украинская ССР, СССР) — российский государственный и политический деятель. Депутат Государственной Думы Федерального собрания Российской Федерации VIII созыва, первый заместитель председателя комитета Государственной Думы по науке и высшему образованию с 12 октября 2021 года.
Губернатор Владимирской области (8 октября 2018 — 4 октября 2021). Председатель комитета Законодательного собрания Владимирской области по аграрной политике, природопользованию и экологии (23 сентября 2013 — 8 октября 2018).
Из-за вторжения России на Украину, находится под международными санкциями Евросоюза, США, Великобритании и ряда других стран

## Биография
Родился 19 февраля 1970 года в Харькове. Отец — Сипягин Владимир Яковлевич (1940—2011).
В 2001 году окончил Владимирский филиал Российской академии государственной службы при Президенте Российской Федерации по специальности «Государственное и муниципальное управление». В 2012 году поступил в магистратуру Российской академии народного хозяйства и государственной службы при Президенте Российской Федерации по специальности «Государственное и муниципальное управление».
С 2012 по 2016 год — помощник депутата Государственной Думы Федерального Собрания Российской Федерации В. С. Золочевского.
До 2018 года являлся председателем комитета по аграрной политике, природопользованию и экологии в Законодательном Собрании Владимирской области.
14 октября 2012 года баллотировался в Советы народных депутатов города Александрова и Александровского района от партии ЛДПР по одномандатным округам № 5 и № 2 соответственно. В пятом округе занял четвёртое место (4,82 %) из пяти, во втором — последнее третье место (9,1 %), в итоге Сипягин выборы проиграл.
С 8 сентября 2013 года является депутатом и руководителем фракции ЛДПР в Законодательном Собрании Владимирской области. Переизбран депутатом заксобрания Владимирской области от ЛДПР в единый день голосования 9 сентября 2018 года.
В 2013 году Сипягин стал координатором Владимирского регионального отделения политической партии ЛДПР, сменив Золочевсого. В апреле 2015 года ушёл с поста регионального координатора, уступив место своему заместителю Илье Потапову.
13 сентября 2015 года участвовал в выборах в Совет народных депутатов Владимира 27 созыва под вторым номером по списку ЛДПР. Был избран, после избрания отказался от мандата.
18 сентября 2016 года баллотировался в Государственную Думу VII созыва от ЛДПР: возглавлял региональную группу по Владимирской области № 53, а также был выдвинут по одномандатному избирательному округу № 79. По списку в Госдуму не прошёл, в округе набрал 10,05 %, заняв третье место из десяти кандидатов (депутатом Госдумы стал единоросс Игорь Игошин).
Председатель правления Ассоциации недропользователей Владимирской области (до вступления в 2018 году в должность губернатора).

## Губернатор Владимирской области
Дважды баллотировался на пост губернатора Владимирской области: в 2013 и 2018 годах.
8 сентября 2013 года участвовал в выборах губернатора Владимирской области, по результатам голосования набрал 3,88 % голосов, уступив коммунисту Анатолию Боброву (10,64 %) и единороссу Светлане Орловой (74,73 %).
В единый день голосования 9 сентября 2018 года принял участие в выборах губернатора Владимирской области. Так как никто из кандидатов не получил большинство голосов избирателей, позволяющее быть избранным губернатором, на 23 сентября 2018 года был назначен второй тур, в котором Сипягину предстояло соперничать с действующим губернатором и кандидатом от «Единой России» Светланой Орловой, набравшей в первом туре 36,42 % голосов. Во втором туре Сипягин получил большинство голосов (57,03 %), опередив Орлову.
26 сентября 2018 года Избирательной комиссией Владимирской области был признан избранным губернатором Владимирской области.
8 октября 2018 года, на инаугурации, официально вступил в должность губернатора. 29 сентября 2021 года объявил о своей отставке с поста губернатора Владимирской области.
4 октября 2021 года по указу Президента РФ был отправлен в отставку в связи с избранием депутатом Государственной Думы Федерального собрания Российской Федерации VIII созыва.

## Санкции
23 февраля 2022 года внесён в санкционные списки стран Евросоюза за действия и политику, которые подрывают территориальную целостность, суверенитет и независимость Украины и еще больше дестабилизируют Украину.
24 февраля 2022 года включён в санкционный список Канады «близких соратников режима» за голосование о признании независимости «так называемых республик в Донецке и Луганске».
24 марта 2022 года, на фоне вторжения России на Украину, включен в санкционный список США за «соучастие в войне Путина» и «поддержку усилий Кремля по вторжению в Украину», Госдеп США заявил что депутаты Госдумы используют свои полномочия для преследования инакомыслящих и политических оппонентов, нарушают свободу информации, ограничивают права человека и основные свободы граждан России.
Позднее, по аналогичным основаниям, включён в санкционные списки Великобритании, Швейцарии, Австралии, Украины и Новой Зеландии.

## Увлечения
Занимается боксом, борьбой. Президент отделения Федерации конькобежного спорта по Владимирской области.